# Pseudoleptus arechavaletae
Pseudoleptus arechavaletae är en spindeldjursart som beskrevs av Bruyant 1911. Pseudoleptus arechavaletae ingår i släktet Pseudoleptus och familjen Tenuipalpidae. Inga underarter finns listade i Catalogue of Life.